# Henry Abel Smith

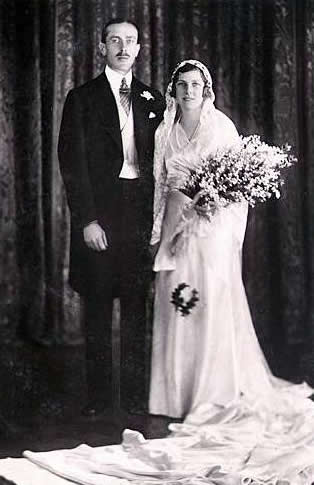
Hochzeitsfoto (1931)

Sir Henry Abel Smith KCMG KCVO DSO (* 8. März 1900 in London; † 24. Januar 1993 in Wellington Lodge, Winkfield, Berkshire) war britischer Offizier und Gouverneur von Queensland.

## Leben
Henry Abel Smith wurde als Sohn von Francis Abel Smith und dessen Ehefrau Madeline St. Maur Seymour geboren. Seine Großeltern waren Henry Abel-Smith und Elizabeth Mary Pym, seine Ur-Großeltern waren Francis Pym und Lady Lucy Leslie-Melville, Tochter von John Leslie-Melville, 9. Earl of Leven.
Nach Abschluss an der Royal Military Academy Sandhurst wurde er im Dezember 1919 Offizier der Royal Horse Guards. Er diente im Zweiten Weltkrieg und erhielt den Distinguished Service Order. Im Jahre 1950 ging er im Range eines Colonel in den Ruhestand.
Am 24. Oktober 1931 heiratete er Lady May Cambridge (1906–1994), geborene Prinzessin von Teck und Tochter des Earls of Athlone. Sie war die Nichte des britischen Königs Georg V. und dessen Gemahlin Maria von Teck sowie Urenkelin von Königin Victoria. Das Paar hatte drei Kinder.
Vom 18. März 1958 bis zum 18. März 1966 übte er das Amt des Gouverneurs von Queensland aus. In dieser Funktion genoss er großes Ansehen bei der Bevölkerung; am Tag seines Abschieds aus dem Amt bildete die Bevölkerung eine Linien-Formation auf seinem Weg zum Flughafen in Brisbane.
Er starb am 24. Januar 1993. Die Trauerfeier fand in der St George’s Chapel auf Windsor Castle statt. Sein Grab befindet sich auf dem Frogmore Royal Burial Ground. Seine Ehefrau überlebte ihn nur um sechzehn Monate.

## Nachkommen
- Anne Maria Sybilla Abel Smith (* 1932), verheiratete David Liddell-Grainger
- Oberst Richard Francis Abel Smith (* 1933; † 2004)
- Elizabeth Alice Abel Smith (* 1936)